# Tomas Thordarson
Tomas Thordarson (* 1974) ist ein dänischer Sänger.

## Hintergrund
Schon vor seinem Auftritt beim Eurovision Song Contest war Thordarson als Sänger der dänischen Band Latin Fever bekannt. Die 8-köpfige Gruppe spielt Lateinamerikanische Musik und hatte Auftritte in dänischen Clubs und Festivals.
Bei der Vorauswahl zum Eurovision Song Contest 2004 wählte ihn das dänische Fernsehpublikum per Televoting aus. Beim Halbfinale des Contests musste er sich aber mit dem 13. Platz zufriedengeben und verpasste den Einzug ins Finale. Sein Titel Shame On You war ein Popsong mit stark lateinamerikanischer Prägung.